# 알레이버크급 구축함
알레이버크급 구축함(Arleigh Burke-class destroyer)은 타이콘데로가급 순양함보다 축소된 동시요격 16기의 이지스 시스템을 탑재한 구축함으로 항공모함 및 함대의 함대방공을 위하여 배치된다. 이 종류의 함은 이지스 시스템의 핵심인 페이스드 어레이 레이다를 사방에 배치한 함교의 스텔스성도 고려되어 건조되었으며 전기형에 비해 후기형의 배수량은 타이콘데로가급에 육박한다. 일본은 초기형 이지스함인 공고급을 운영하고 있으며 한국과 같이 후기형 이지스 시스템을 도입해서 아타고급으로, 한국은 세종대왕급으로 건조되었다. 미국은 초기형부터 후기형까지 67척이 건조되었다. 그러나 3척을 끝으로 줌왈트급의 건조계획이 축소됨에 따라, 플라이트 III를 개발하여 줌왈트급에 사용될 장비를 이식하기로 한다. 명칭은 미국 해군의 제독인 알레이 버크의 이름을 본따 명명하였다.

## 제원
- 만재배수량:
  - 8,422t [FLIGHT I]
  - 9,033t [FLIGHT II]
  - 9,217t [FLIGHT IIA]
- 길이:
  - 153.8m [FLIGHT I/II]
  - 155.3m [FLIGHT IIA]
- 폭: 20.4m
- 흘수: 6.3m
- 추진:

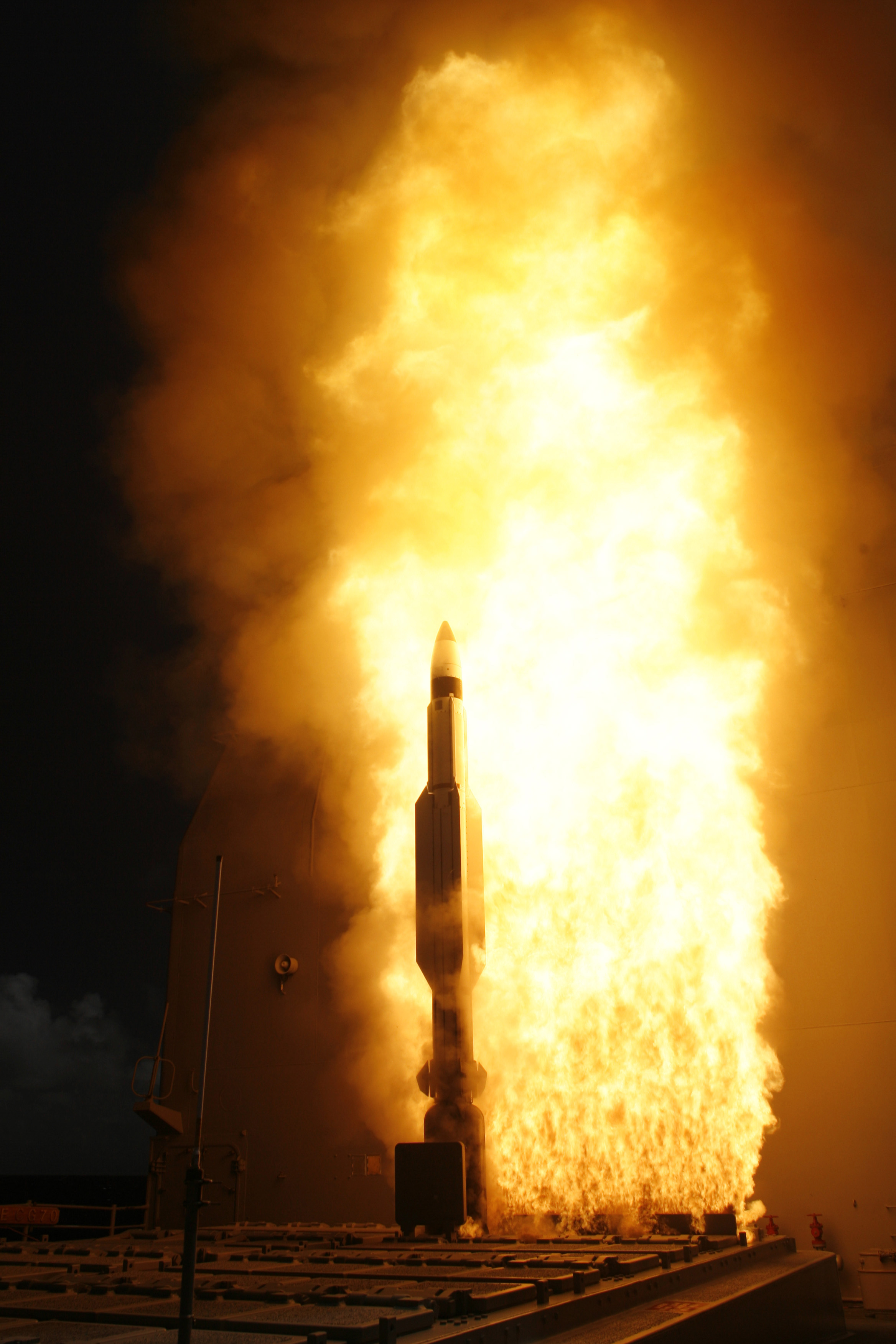
SM-3 미사일 발사 모습

  - GE LM2500-30 가스터빈 엔진 4기
  - Controllable-Reversible Pitch Propellers 2기
- 속력: 32knots
- 승조원:
  - 346명 [FLIGHT I/II]
  - 366명 [FLIGHT IIA]
- 탑재항공기 : [FLIGHT IIA] SH-60B Sea Hawk (LAMPS III)
- 무장:
  - Mk-7 AEGIS System
  - Mk-41 VLS[FLIGHT I/II] 90셀
  - [FLIGHT IIA] 96셀 RIM-67 Standard Missile(SM-2)
  - RUR-5 ASROC(Anti-Submarine Rocket)
  - BGM-109 Tomahawk ASM/LAM
  - Mk-141 Harpoon Launcher [FLIGHT I/II] 2기
  - [DDG-51∼DDG-78] RGM-84 Harpoon
  - Mk-32 SVTT(Surface Vessel Torpedo Tube) 2기 Mk-46/50 Torpedo
  - Mk-45 127mm/5-inch 54-caliber Lightweight Gun [DDG-51∼DDG-80] 1기
  - Mk-45 127mm/5-inch 62-caliber MOD 4 ERGM Gun [DDG-81∼] 1기
  - Mk-15 Phalanx CIWS 2기 [DDG-51∼DDG-84]

## 함정 목록
플라이트 I
- USS 알레이 버크 (DDG-51), 1991년 7월 ~
- USS 배리 (DDG-52), 1992년 12월 ~
- USS 존 폴 존스 (DDG-53), 1993년 12월 ~
- USS 커티스 윌버 (DDG-54), 1994년 4월 ~
- USS 스타우트 (DDG-55), 1994년 8월 ~
- USS 존 S. 매케인 (DDG-56), 1994년 7월 ~
- USS 미처 (DDG-57), 1994년 12월 ~
- USS 라분 (DDG-58), 1995년 4월 ~
- USS 러셀 (DDG-59), 1995년 5월 ~
- USS 폴 해밀턴 (DDG-60), 1995년 5월 ~
- USS 래미지 (DDG-61), 1995년 7월 ~
- USS 피츠제럴드 (DDG-62), 1995.10 ~
- USS 스테덤 (DDG-63), 1995년 10월 ~
- USS 카니 (DDG-64), 1996년 4월 ~
- USS 벤폴드 (DDG-65), 1996년 3월 ~
- USS 곤잘레스 (DDG-66), 1996년 10월 ~
- USS 콜 (DDG-67), 1996년 6월 ~
- USS 더 설리번즈 (DDG-68), 1997년 4월 ~
- USS 밀리우스 (DDG-69), 1996년 11월 ~
- USS 호퍼 (DDG-70), 1997년 9월 ~
- USS 로스 (DDG-71), 1997년 6월 ~

플라이트 II
- USS 마한 (DDG-72), 1998년 2월 ~
- USS 디케이터 (DDG-73), 1998년 8월 ~
- USS 맥폴 (DDG-74), 1998년 8월 ~
- USS 도널드 쿡 (DDG-75), 1998년 12월 ~
- USS 히긴스 (DDG-76), 1999년 4월 ~
- USS 오케인 (DDG-77), 1999년 10월 ~
- USS 포터 (DDG-78), 1999년 3월 ~

플라이트 IIA
- USS 오스카 어스틴 (DDG-79), 2000년 8월 ~
- USS 루스벨트 (DDG-80), 2000년 10월 ~
- USS 윈스턴 S. 처칠 (DDG-81), 2001년 3월 ~
- USS 라센 (DDG-82), 2001년 4월 ~
- USS 하워드 (DDG-83), 2001년 10월 ~
- USS 버클리 (DDG-84), 2001년 12월 ~
- USS 맥켐벨 (DDG-85), 2002년 8월 ~
- USS 슈프 (DDG-86), 2002년 6월 ~
- USS 메이슨 (DDG-87), 2003년 4월 ~
- USS 프레블 (DDG-88), 2002년 11월 ~
- USS 머스틴 (DDG-89), 2003년 7월 ~
- USS 채피 (DDG-90), 2003년 10월 ~
- USS 핑크니 (DDG-91), 2004년 5월 ~
- USS 몸센 (DDG-92), 2004년 8월 ~
- USS 청훈 (DDG-93), 2004년 9월 ~
- USS 니체 (DDG-94), 2004년 3월 ~
- USS 제임스 E. 윌리엄스 (DDG-95), 2004년 12월 ~
- USS 베인브리지 (DDG-96), 2005년 11월 ~
- USS 홀시 (DDG-97), 2005년 7월 ~
- USS 포레스트 셔먼 (DDG-98), 2006년 1월 ~
- USS 파라것 (DDG-99), 2006년 6월 ~
- USS 키드 (DDG-100), 2007년 6월 ~
- USS 그리들리 (DDG-101), 2007년 2월 ~
- USS 샘슨 (DDG-102), 2006년 9월 ~
- USS 트럭스턴 (DDG-103), 2007년 6월 ~
- USS 스테레트 (DDG-104), 2007년 5월 ~
- USS 듀이 (DDG-105), 2008년 2월 ~
- USS 스톡데일 (DDG-106), 2009년 4월 ~
- USS 그레이블리 (DDG-107), 2010년 11월 ~
- USS 웨인 E. 마이어 (DDG-108), 2008년 10월 ~
- USS 제이슨 던햄 (DDG-109), 2010년 11월 ~
- USS 윌리엄 P. 로렌스 (DDG-110), 2011년 6월 ~
- USS 스프루언스 (DDG-111), 2011년 10월 ~
- USS 마이클 머피 (DDG-112), 2012년 10월 ~
- USS 존 핀 (DDG-113), 2017년 7월 ~
- USS 랠프 존슨 (DDG-114), 2018년 3월 ~
- USS 래피얼 페럴타 (DDG-115), 2017년 7월 ~
- USS 토머스 허드너 (DDG-116), 2018년 12월 ~
- USS 폴 이그네이셔스 (DDG-117), 2019년 7월 ~
- USS 대니얼 이노우 (DDG-118), 취역 예정
- USS 델버트 D. 블랙 (DDG-119), 취역 예정
- USS 칼 레빈 (DDG-120), 취역 예정

## 미국의 BMD 이지스함 전력
미국의 알레이버크급 이지스 구축함은 62척 이상, 상대적 구형 이지스함인 타이콘데로가급 순양함도 20척이상이지만 퇴역할 예정이므로 현 미 이지스 구축함 전력은 62척 이상정도다. 그러나 62척의 알레이버크급 전체가 다 탄도미사일을 요격하는 BMD 능력을 갖추진 않았다.

### 탄도미사일 요격능력을 가진 베이스라인5
| 소프트웨어  | 시스템 구성               | 함번       | 대수 | ICBM 요격능력 |
| ----------- | ------------------------- | ---------- | ---- | ------------- |
| 베이스라인7 | AN/SPY-1D, SM-2Blk4, SM-3 | 91번-113번 | 23척 | O             |
| 베이스라인6 | CEC, ESSM, AN/UYQ-70      | 79번-90번  | 12척 | △             |
| 베이스라인5 | SM-2Blk4, C2P/JTIDS       | 57번-78번  | 22척 | △             |
| 베이스라인4 | AN/SPY-1D, AN/UYK-43/44,  | 51번-56번  | 6척  | X             |

63척의 알레이버크급 중에서 대륙간탄도미사일을 요격하는 임무를 수행가능한 소프트웨어, 컴퓨터, 미사일체계를 갖춘 알레이버크급은 23척이며, 베이스라인5부터는 SM-3만 탑재하면 탄도미사일 요격임무가 수행가능하다. 34척에 SM-3 무장만 가하면 57척의 이지스함으로 미국 본토를 대륙간탄도미사일로부터 방어할 수 있는 셈이다. 즉, 미국은 현재 20척~30척의 이지스함을 실전배치하고 있고 간단한 개량 사업만 하면 57척의 이지스함을 만들 수 있다. 이지스함이 될 수 있는 준비가 된 고성능 구축함이 34척이다.

### 계획상으로는 2040년에는 100척의 이지스 구축함을 운용하게 될 미 해군
2040년까지 미국 해군에는 40척의 BMD가 추가된다. 베이스라인6부터 계산할시, 미국은 75척의 탄도미사일 요격가능한 이지스함과, 전체 100척이 넘는 이지스 구축함을 갖게 된다.